# Ахелское аббатство
Аббатство Св. Бенедикта (нидерл. Sint-Benedictusabdij van Achel), также известное как Ахелсе Клёйс (нидерл. Achelse Kluis) — цистерцианское (траппистское) аббатство расположенное на границе Бельгии и Нидерландов (в городе Хамонт-Ахел на севере бельгийской провинции Лимбург, и в муниципалитете Валкенсвард на юге нидерландской провинции Северный Брабант). Аббатство известно пивом «Ахел», одним из немногих сортов пива, имеющих право называться траппистским.

## История
Первая церковь на месте сегодняшнего аббатства упоминается в 1656 году: нидерландские католики, которым было запрещено проводить службы на территории Республики Соединённых провинций основали ряд церквей за границей республики. Одна из таких церквей находилась в принадлежавшей епископству Льежскому деревне Ахел. Монастырская деятельность началась в середине 1680-х годов с появлением первых отшельников: датирует это 1684 годом, — 1686 годом), и продлилась до её упразднения после Великой французской революции и аннексии Льежского епископства в 1795 году. По данным переписи 1741 года, у отшельников Ахелсе Клёйс было две лошади и десять волов, в два раза больше чем у находившегося в том же Ахеле монастыря св. Екатерины.
В 1846 году на этом же месте монахами-траппистами из Вестмалле был основан приорат. Для этого монахами у барона ван Тойл ван Сероскерке были приобретены угодья площадью в 14 бюндеров, 14 квадратных руде и 60 квадратных локтей. Приорат получил статус аббатства в 1871 году. Четырнадцатью годами позднее Питер Кёйперс возвёл сохранившуюся и сегодня неоготическую церковь.
В ходе первой мировой войны по территории аббатства проходила граница между оккупированной Бельгией и нейтральными Нидерландами. Граница была обнесена находившимися под напряжением электрическими проводами: для этого была разрушена часть аббатской стены.
Значительная часть зданий аббатства была перестроена в 1945-1950 годах по проекту Йоса Ритцена.

## Пивоварение
История пивоварения восходит к 1852 году, однако только с получением статуса аббатства в 1871 году монахи стали регулярно варить пиво. В ходе первой мировой войны медные чаны были изъяты оккупационными войсками, что привело к прекращению пивоварения: монахи были вынуждены переключиться на сельское хозяйство. Рост среднего возраста братьев вынудил их передать большую часть угодий природозащитным организациям (1989) и вернуться к производству пива (1998).